# Adi Nalić
Adi Nalić (* 1. Dezember 1997 in Sölvesborg) ist ein bosnisch-schwedischer Fußballspieler auf der Position eines Mittelfeldspielers. Er steht bei Almere City unter Vertrag und ist bosnisch-herzegowinischer Nationalspieler.

## Karriere

### Verein
Geboren und aufgewachsen in Schweden, spielte Adi Nalić in seiner Jugend bei Mjällby AIF und gab am 11. September 2016 beim 1:1-Unentschieden im Heimspiel gegen Tvååkers IF in der dritten Liga sein Debüt im Herrenbereich. Zur Saison 2017 folgte ein Wechsel innerhalb der dritten Liga zu Landskrona BoIS. Dort spielte Nalić regelmäßig, stand allerdings nicht oft in der Anfangself. Zum Saisonende stieg der Verein aus der Region Schonen in die Superettan, der zweiten schwedischen Liga, auf. Dort gelang Adi Nalić der Durchbruch, als er sich als im Mittelfeld einen Stammplatz erkämpfte. Zur Saison 2019 zog es ihn in die Allsvenskan, der höchsten schwedischen Spielklasse, zu AFC Eskilstuna und stand dabei in jedem seiner Spiele in der Startformation, allerdings stand er auch häufiger nicht im Spieltagskader. Auch zur Saison 2020 folgte ein Vereinswechsel, der neue Verein von Nalić war Malmö FF, eine der größten schwedischen Fußballvereine. In seiner ersten Saison in Malmö war er in 20 Spielen zum Einsatz gekommen, stand allerdings in lediglich fünf Partien in der Anfangself. In der Folgesaison kam Adi Nalić regelmäßiger zum Einsatz, war aber weiterhin des Öfteren Einwechselspieler. Malmö FF konnte sich zum Saisonende über den Gewinn des schwedischen Meistertitels freuen.
Im Januar 2023 wechselte Nalić zu Hammarby IF. Nachdem er im Dezember 2023 den Vertrag mit Hammarby aufgelöst hatte, unterzeichnete er im Februar 2024 einen Vertrag bei Almere City.

### Nationalmannschaft
Am 2. Juni 2021 debütierte Adi Nalić beim torlosen Unentschieden im Testspiel gegen Montenegro für die Nationalmannschaft Bosnien-Herzegowinas.